# دانشگاه مسیحی اوهایو

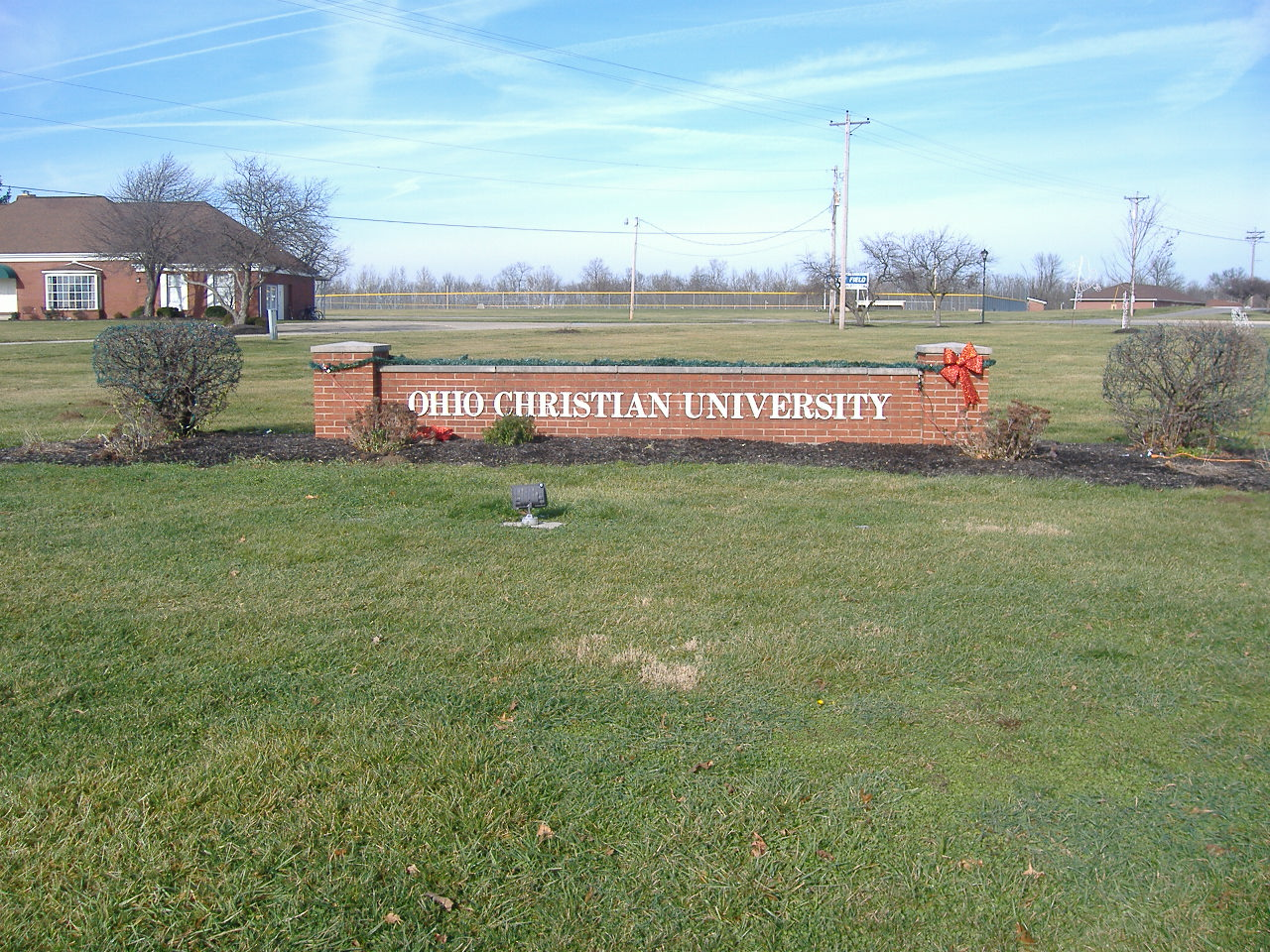

دانشگاه مسیحی اوهایو (OCU) یک کالج خصوصی مسیحی در سیرکلویل، اوهایو است. از نظر فرقه ای به کلیساهای مسیح در اتحادیه مسیحی وابسته است. این دانشگاه در سال ۲۰۱۶ از عنوان IX مستثنی شد که به آن اجازه می‌دهد به دلایل مذهبی علیه دانشجویان دگرباشان جنسی تبعیض قائل شود.